# Jackie Aprile, Sr.
Giacomo "Jackie" Aprile, Sr. fiktivni je lik iz HBO-ove televizijske serije Obitelj Soprano kojeg je glumio Michael Rispoli. On je bio prvi izvršni šef zločinačke obitelji DiMeo, nakon što je 1995. dotadašnji šef Ercole 'Eckley' DiMeo završio u zatvoru.

## Životopis
Prema Sopranos: A Family History, Giacomo Michael Aprile, Sr. rođen je 1955. te je bio dobar prijatelj i suradnik Tonyja Soprana, s kojim se zajedno uzdizao u hijerarhiji obitelji DiMeo. Jackiejev stariji brat, Richie Aprile, također je ušao u istu obitelj. Jackie je i brat Liz La Cerve i ujak Adriane La Cerve. Jackie i Tony, zajedno sa Silviom Danteom i Ralphom Cifarettom, kao mladić je bio u ekipi koja se uklapala u kategoriju obećavajućih mafijaša. Jackieju je u to vrijeme sinula ideja o pljački kartaške partije koju je održavao tadašnji kapetan Feech La Manna te, prema Ralphovim riječima, "ušao u prvu ligu". Ralph je obolio od gonoreje te nije bio u mogućnosti pridružiti im se u pljački. Međutim, Tony, Jackie i Silvio su je izveli. Iako su dio novca morali vratiti, Tony, Jackie i Silvio ubrzo su postali članovi obitelji.
Jackie je oženio Rosalie Aprile s kojom je dobio dvoje djece. Jackie nije htio da se njegov sin Jackie Aprile, Jr. počne baviti njegovim poslom, usprkos svojem uspjehu. Prema Tonyjevim riječima, Jackie je služio nekoliko kraćih zatvorskih kazni. Smatran je svemoćnom figurom u obitelji, a sredinom devedesetih njegovi su se utjecaj, moć i uspjeh povećali nakon što je postao izvršni šef obitelji pritvaranjem dotadašnjeg šefa Ercolea 'Eckleyja' DiMea. To je razbjesnilo Corrada "Juniora" Soprana, koji je vjerovao kako će upravo on postati šef jer njegov brat Johnny mrtav, a DiMeo u zatvoru. Jackiejevo preuzimanje vlasti u obitelji prošlo je u miru. 1997. je službeno postao šef obitelji nakon što je Ercole DiMeo osuđen na doživotnu zatvorsku kaznu. 
1999. mu je dijagnosticiran rak crijeva te ubrzo počeo fizički slabiti. Proglasio je Tonyja svojim uličnim šefom kako bi mogao preuzimati novac za njega. U epizodi "46 Long" Jackie je riješavao sukob između Tonyja i Juniora. U epizodi "Denial, Anger, Acceptance" primljen je u bolnicu gdje su ga posjećivali njegovi izvršni podšef Tony Soprano, savjetnici i kapetani. Kako se Jackiejevo stanje pogoršavalo, tako je i Tonyjev utjecaj u obitelji jačao. Tony mu je obećao da će držati njegova sina podalje od obiteljskog posla. Jackie je umro od raka 1999. Predviđao se rat između Juniora i Tonyja, ali nakon Jackiejeve smrti, Tony se sastao sa stricem i "pustio" mu da postane izvršni šef.

## Vanjske poveznice
- Jackie Aprile, Sr. u internetskoj bazi filmova IMDb-u